# Atletica leggera alla XXIX Universiade - Lancio del giavellotto maschile
Il lancio del giavellotto maschile alla XXIX Universiade si è svolto dal 24 al 26 agosto 2017.

## Podio
| Oro     | Cheng Chao-tsun Taipei Cinese |
| Argento | Andreas Hofmann Germania      |
| Bronzo  | Huang Shih-feng Taipei Cinese |

### Qualificazioni
Si qualificano alla finale gli atleti che lanciano 76,00 m Q o le dodici migliori misure q.
| Posizione | Gruppo | Atleta                | Nationalità   | #1    | #2    | #3    | Risultato | Note |
| --------- | ------ | --------------------- | ------------- | ----- | ----- | ----- | --------- | ---- |
| 1         | B      | Andreas Hofmann       | Germania      | 83.51 |       |       | 83.51     | Q    |
| 2         | A      | Cheng Chao-tsun       | Taipei Cinese | 81.54 |       |       | 81.54     | Q    |
| 3         | B      | Huang Shih-feng       | Taipei Cinese | 72.77 | 74.48 | 77.78 | 77.78     | Q    |
| 4         | A      | Andrian Mardare       | Moldavia      | 77.69 |       |       | 77.69     | Q    |
| 5         | A      | Marcin Krukowski      | Polonia       | x     | 72.01 | 77.28 | 77.28     | Q    |
| 6         | A      | Kenji Ogura           | Giappone      | 74.95 | 73.81 | 76.13 | 76.13     | Q    |
| 7         | B      | Norbert Rivasz-Tóth   | Ungheria      | 73.71 | 75.75 | –     | 75.75     | q    |
| 8         | B      | Ben Langton Burnell   | Nuova Zelanda | 69.75 | 73.02 | 75.58 | 75.58     | q    |
| 9         | A      | Skirmantas Šimoliūnas | Lituania      | 75.28 | 70.87 | x     | 75.28     | q    |
| 10        | B      | William White         | Australia     | 74.16 | 72.81 | 73.18 | 74.16     | q    |
| 11        | A      | Liam O'Brien          | Australia     | 74.14 | 66.95 | x     | 74.14     | q    |
| 12        | B      | Sumedha Ranasinghe    | Sri Lanka     | 70.32 | 68.12 | 72.25 | 72.25     | q    |
| 13        | A      | Emin Öncel            | Turchia       | 71.65 | 68.22 | x     | 71.65     |      |
| 14        | A      | Lars Timmerman        | Paesi Bassi   | 70.60 | 71.01 | 68.71 | 71.01     |      |
| 15        | B      | Johannes Grobler      | Sudafrica     | 70.92 | 70.31 | 65.62 | 70.92     |      |
| 16        | A      | Jānis Grīva           | Lettonia      | 69.37 | 66.23 | 70.75 | 70.75     |      |
| 17        | A      | Vedran Samac          | Serbia        | 70.71 | 66.82 | 66.32 | 70.71     |      |
| 18        | B      | Edis Matusevičius     | Lituania      | 70.61 | r     |       | 70.61     |      |
| 19        | B      | Takuto Kominami       | Giappone      | 70.61 | r     |       | 70.43     |      |
| 20        | A      | Sami Peltomäki        | Finlandia     | 68.45 | 68.50 | 69.55 | 69.55     |      |
| 21        | A      | Bae Yu-il             | Corea del Sud | 62.28 | x     | 67.57 | 67.57     |      |
| 22        | B      | Muhammad Yasir        | Pakistan      | 66.79 | 66.60 | 64.04 | 66.79     |      |
| 23        | B      | Hubert Chmielak       | Polonia       | 64.28 | 66.50 | x     | 66.50     |      |
| 24        | B      | John Krzyszkowski     | Canada        | 65.10 | 61.39 | x     | 65.10     |      |
| 25        | A      | Evan Karakolis        | Canada        | 62.98 | x     | 60.91 | 62.98     |      |
| 26        | B      | Robert Okello         | Uganda        | 56.18 | x     | 53.10 | 56.18     |      |
|           | B      | Karrar Raad Al-Yasari | Iraq          |       |       |       | DNS       |      |

### Finale
| Posizione | Nome                  | Nationalità   | #1    | #2    | #3    | #4    | #5    | #6    | Risultato | Note                          |
| --------- | --------------------- | ------------- | ----- | ----- | ----- | ----- | ----- | ----- | --------- | ----------------------------- |
|           | Cheng Chao-tsun       | Taipei Cinese | 83.91 | 82.45 | x     | 84.37 | x     | 91.36 | 91.36     | ,                             |
|           | Andreas Hofmann       | Germania      | 83.00 | x     | 85.59 | 85.97 | 88.33 | 91.07 | 91.07     | Miglior prestazione personale |
|           | Huang Shih-feng       | Taipei Cinese | 81.34 | x     | 81.96 | 86.64 | –     | x     | 86.64     | Miglior prestazione personale |
| 4         | Andrian Mardare       | Moldavia      | 77.20 | x     | 76.91 | 80.63 | x     | 79.59 | 80.63     |                               |
| 5         | Marcin Krukowski      | Polonia       | 78.37 | 79.38 | 78.59 | 78.75 | x     | 79.37 | 79.38     |                               |
| 6         | Norbert Rivasz-Tóth   | Ungheria      | 77.23 | 73.64 | 72.41 | 78.42 | 75.79 | 74.84 | 78.42     |                               |
| 7         | William White         | Australia     | 77.74 | 76.52 | x     | 73.74 | x     | x     | 77.74     | Miglior prestazione personale |
| 8         | Ben Langton Burnell   | Nuova Zelanda | 75.93 | 71.88 | x     | 67.26 | 73.93 | 70.98 | 75.93     |                               |
| 9         | Kenji Ogura           | Giappone      | 72.03 | x     | 74.82 |       |       |       | 74.82     |                               |
| 10        | Skirmantas Šimoliūnas | Lituania      | 62.84 | 74.27 | 70.47 |       |       |       | 74.27     |                               |
| 11        | Liam O'Brien          | Australia     | 65.19 | 68.83 | 69.80 |       |       |       | 69.80     |                               |
| 12        | Sumedha Ranasinghe    | Sri Lanka     | 69.65 | x     | x     |       |       |       | 69.65     |                               |